# Royce Porter
Royce Porter (* 1. April 1939 in Sweetwater, Texas) ist ein US-amerikanischer Country- und Rockabilly-Musiker sowie Songschreiber.

## Leben

### Kindheit und Jugend
Royce Porter wurde in Sweetwater geboren, wo er in einer musikalischen Familie aufwuchs. Porter interessierte sich bereits als Kind für Musik und sammelte erste Erfahrungen im Saturday Night Jamboree, einer Country-Show, die in einem Theater in Sweetwater stattfand.

### Karriere
Als Jugendlicher schlug Porter eine Karriere als Rockabilly-Musiker ein. Durch ein Demo-Band, das er Bennie Hess schickte, konnte er einen Plattenvertrag bei Hess‘ Label Spade Records in Houston unterzeichnen. Seine erste Single A Woman Can Make You Blue / I End Up Crying wurde Ende 1956 im ACA Studio in Houston aufgenommen und von Spade im Januar 1957 veröffentlicht. Da Spade keine finanziellen Mittel hatte, um die Platte weitreichend zu vermarkten, zogen Porter und sein Musiker-Kollege Ray Doggett von Radiostation zu Radiostation in Texas, um die Single zu vermarkten. Trotzdem kam Porter nicht über lokale Verkäufe hinaus.
Während Porter und Doggett, der zur selben Zeit ebenfalls bei Spade unter Vertrag war, in Doggetts 49er Ford auf Tournee gingen, trafen sie Pappy Daily, der zum damaligen Zeitpunkt noch Mitbesitzer des Labels Starday Records war. Er mochte Porters Spade-Single und organisierte in Fort Worth, Texas, eine Session mit Dean Beard am Klavier und den Kounts als Hintergrundchor. Die Session produzierte die beiden Titel Yes I Do und Our Perfect Romance, die auf dem Look-Label, einem Sublabel von Mercury Records veröffentlicht wurden. Aufgrund der guten lokalen Verkaufszahlen bekam Porter im Frühjahr 1958 die Möglichkeit, bei Mercury selbst eine Platte einzuspielen. Gastauftritte im Louisiana Hayride und im Ozark Jubilee waren vielversprechend, aber Beach of Love / Good Time konnte, trotz des Major-Labels, nicht in die Charts einsteigen, was wohl auch an Porters Einzug in den Militärdienst lag. Im Dezember 1958 folgte auf Dailys neuem Label D Records Porters vorerst letzte Single Lookin‘ / I Still Belong to You.
Während seiner Zeit in der US Navy gab Porter die Musik nicht auf und spielte in verschiedenen Bands, gab seine Karriere nach seiner Entlassung aber auf. Er arbeitete die nächsten Jahre über als Pfarrer in Sweetwater. Erst 1965 kehrte er mit dem Nat-King-Cole-Song Looking Back beim FED-Label in die Musikszene zurück. Mit seinem Schwager Bill Funderbunk folgten einige Pop-Singles beim Tear-Drop-Label, bevor  Funderbunk zur Armee eingezogen wurde. Porter zog daraufhin nach Nashville, Tennessee, um sein Glück als Country-Musiker zu versuchen.
In Nashville trat Porter einige Jahre lang in kleinen Bars und Klubs auf, bis er 1973 mit dem Songschreiber Buck Jones den Musikverlag Porter & Jones Music gründete, der später zu Reeves Enterprises gehörte. Zusammen mit Dean Gillion schrieb Porter vier Hits für Country-Star George Strait, darunter den Nummer-eins-Hit Ocean Front Property. Durch seinen Musikverlag kam Porter nun schlussendlich zu Wohlstand und kaufte sich ein Haus am Old Hickory Lake, an dem auch Johnny Cash jahrelang wohnte.

## Diskografie
Diskografie ist nicht vollständig. Tear Drop 3189 Hush Broken Heart / Wanderlust, erschienen als The Brothers-In-Law, ist wahrscheinlich eine Single von Royce Porter und Bill Funderbunk.
| 1957                    | A Woman Can Make You Blue / I End Up Crying | Spade 1931         |
| 1957                    | Yes I Do / Our Perfect Romance              | Look Y-1001X45     |
| 1958                    | Beach of Love / Good Time                   | Mercury 71314X45   |
| 1958                    | Lookin’ / I Still Belong to You             | D 1026             |
| 1965                    | Looking Back / ?                            | FED                |
| Unveröffentlichte Titel |                                             |                    |
| 1957                    | - A Woman Can Make You Blues (alt. Version) | Spade              |
|                         | - Love Is Made of This                      | [Status unbekannt] |